# Гхош, Субодх
Субодх Гхош (англ. Subodh Ghosh, 14 сентября 1909, Хазарибагх, Британская Индия — 9 марта 1980, Калькутта) — индийский бенгальский писатель

 и журналист ежедневной калькуттской газеты Ананда Базар Патрика.
Он родился 14 сентября 1909 года в Хазарибагхе, ныне штат Джаркханд, учился в колледже Св. Колумбы, а также в частном порядке у учёного Махеша Чандра Гхоша. В начале своей карьеры он работал кондуктором автобуса, чтобы поддерживать себя, когда начинал заниматься литературным творчеством. Его самая известная работа, Бхарат Премкатха, посвящена романам эпических индийских персонажей и остаётся очень популярной в бенгальском литературном мире. Многие из его рассказов были экранизированы в качестве индийских фильмов, в первую очередь «Немеханическое» Ритвика Гхатака (1958) и «Неприкасаемая» Бимала Роя (1959). Он дважды выигрывал премию Filmfare за лучший сюжет: за «Неприкасаемую» Бимала Роя (1960) и за «Иджаазат» Гулзара в 1989 году. Он был выбран на премию Бхаратья Джнанпитх (1977), но отказался от неё.

## Избранные труды
Романы
- Тиланджали[англ.]
- Gangotri
- Trijama
- Preyoahy
- Satkiya
- Sujata
- Suno Boronari
- Bosonto Tilok
- Jiavorli
- Bagdatta

Сборники рассказов
- Fossil
- Parashuramer Kuthar
- Gotrantar
- Suklavishar
- Gram Jamuna
- Bonikornika
- Jatugriho
- Mon Vramar
- Thirbijuri
- Kusumeshu
- Bharat Premkatha
- Jalkamal

Другое
- Bharityo Foujer Itihash
- Kingbodontir Deshe
- Amritopothojatri